# Apai elismerő nyilatkozat
Az apai elismerő nyilatkozat egy olyan jognyilatkozat, amely alapján a nyilatkozattevőt a jog a gyermek apjának ismeri el. Apai elismerő nyilatkozat tételére csak olyan esetben kerülhet sor, ha apasági vélelem nem áll fenn, illetve ha a bíróság más apa személyét korábban nem állapította meg. Az apai elismerő nyilatkozat tételének nem feltétele, hogy vérségi kapcsolat álljon fenn a gyermek és a nyilatkozattevő között.

## A teljes hatályú apai elismerő nyilatkozat
A teljes hatályú apai elismerő nyilatkozat szabályait Magyarországon jelenleg a családról, a házasságról és a gyámságról szóló 1952. évi IV. törvény 37. §-a állapítja meg. Ezek szerint
- A teljes hatályú elismerő nyilatkozat az apaságot egymagában megállapítja. [Csjt. 37. § (1) bek.]
- Az a férfi, akitől a gyermek származik, a fogamzási idő kezdetétől fogva a gyermeket teljes hatályú nyilatkozattal a magáénak ismerheti el, ha
  - a) a törvény értelmében nem kell más férfit a gyermek apjának tekinteni és
  - b) a gyermek legalább 16 évvel fiatalabb mint a tizenhatodik életévét betöltött nyilatkozó. [Csjt. 37. § (2) bek.]
- Ilyen elismerő nyilatkozatot csak személyesen lehet tenni. A cselekvőképességében korlátozott személy elismerő nyilatkozata csak akkor érvényes, ha ahhoz törvényes képviselője hozzájárult. Ha a törvényes képviselő tartósan gátolva van, vagy a hozzájárulást nem adja meg, azt a gyámhatóság hozzájárulása pótolhatja. [Csjt. 37. § (3) bek.]
- A nyilatkozat teljes hatályához szükséges az anyának, a kiskorú gyermek törvényes képviselőjének és ha a gyermek a tizennegyedik életévét betöltötte, a gyermeknek a hozzájárulása is. Ha az anya, illetőleg a gyermek nem él, vagy nyilatkozatában tartósan gátolva van, a hozzájárulást a gyámhatóság adja meg. [Csjt. 37. § (4) bek.]
- Az elismerést és a hozzájárulást anyakönyvvezetőnél, bíróságnál, gyámhatóságnál, illetőleg magyar külképviseleti hatóságnál jegyzőkönyvbe kell venni vagy közjegyzői okiratba kell foglalni. [Csjt. 37. § (5) bek.]

## Nyilatkozat a menyasszony gyermekének  apaságáról
Erről a nyilatkozatról mint az apai elismerő nyilatkozat egyik típusáról az 1982. évi 17. tvr. rendelkezik. Ezek szerint
- Ha a menyasszonynak rendezetlen családi jogállású gyermeke van, az anyakönyvvezető a házasságkötést megelőző eljárásban a személyesen jelenlevő vőlegény figyelmét felhívja arra, hogy amennyiben menyasszonyának a gyermekét a házasságkötést megelőzően magáénak elismeri - jogszabályban foglalt feltételek fennállása esetén - őt kell a gyermek apjának tekinteni. [17. § (1) bek.]
- A vőlegény apai elismerő nyilatkozatot a házasság megkötéséig tehet. A nyilatkozatot visszavonni nem lehet. [17. § (2) bek.]
- Az apai elismerő nyilatkozat alapján a férjet akkor lehet a gyermek apjának tekinteni, ha a nyilatkozat megtételétől számított 6 hónapon belül a házasságot megkötik. [17. § (3) bek.]

## Külső hivatkozások
- Apai elismerő nyilatkozat[halott link] - ügyleírás a Kormányzati Portálon